# Michael Polchowicz
Michael Polchowicz (Porto Alegre, 15 de dezembro de 1976) é um cantor brasileiro.
Tenor leggero, foi o primeiro vocalista e também um dos precursores da banda de power/progressive metal Hangar. Recentemente formou a Venus Attack, banda de heavy metal com influências de bandas como 30 Seconds to Mars, Journey e também de Iron Maiden, Judas Priest, Helloween e Nevermore, principalmente.

## Biografia
Incentivado por sua mãe, Michael começou a estudar música aos 8 anos de idade. Seus estudos começaram com o teclado e o interesse pelo canto surgiu aos 13 anos. Aos 16 anos começou a estudar técnica vocal para canto popular com o professor Dimitrius Gutierres, com quem estudou por quatro anos.
No final de 1997, foi convidado por Cristiano Wortmann (juntamente com Aquiles Priester e Felipe Trein) para formar a Hangar. Em 1998 entrou para o coral da OSPA, onde passou a estudar canto lírico com o renomado tenor Decápolis de Andrade.
Lançou seu primeiro trabalho com a banda Hangar em 1999. O álbum Last Time recebeu muitos elogios da crítica especializada.[carece de fontes?] Ainda no mesmo ano, participou da montagem da ópera Carmela, de Araújo Viana, junto com a OSPA. Também fez parte da montagem da cantata profana de Carl Orff.
Nos anos seguintes, passou a dividir sua carreira entre a música erudita e o heavy metal. Com a OSPA, participou de diversos concertos regidos por grandes maestros como Isaac Karabtchevsky e Manfredo Schmiedt, entre outros.
Em 2001 a Hangar assinou contrato com o selo europeu Athreia Records, e no mesmo ano lançou o álbum Inside Your Soul com distribuição mundial. Com este álbum, Michael Polchowicz foi aclamado pela crítica especializada e por votações populares como um dos melhores cantores de heavy metal do Brasil.[carece de fontes?] A banda também foi convidada a participar do audacioso projeto de ópera-rock William Shakespeare's Hamlet, da gravadora brasileira Die Hard. O projeto contou com grandes nomes do heavy metal mundial, como André Matos e Eduardo Falaschi. Polchowicz interpretou as músicas Hidden By Shadows e, com Matos e Falaschi, a operística To Be….
Em 2005 deixou a Hangar para se dedicar aos estudos e dar um novo rumo à sua carreira. Mesmo não tendo gravado o álbum The Reason Of Your Conviction, de 2007, participou como co-autor de algumas músicas. Seu último trabalho com esta banda foi o remake do álbum Last Time, lançado em 2008 com o título Last Time Was Just the Beginning. O relançamento traz algumas músicas bônus que foram regravadas com sua participação após ter saído da banda, e um DVD com bastidores e trechos de shows desde o início de suas atividades.
Atualmente continua cantando com a OSPA e leciona técnica vocal além de se dedicar à sua nova banda, a Venus Attack. O primeiro single da banda foi lançado em 2010 e se chama S.O.S.

## Discografia
Venus Attack
- (2010) S.O.S. (Single)
- (2013) Venus Attack 1

Hangar
- (2008) Last Time Was Just the Beginning
- (2006) T.R.O.Y.C. (EP)
- (2001) William Shakespeare's Hamlet
- (2001) Inside Your Soul
- (1999)  Last Time